# Peñaranda
Peñaranda est une localité de la province de Nueva Ecija, aux Philippines. En 2015, elle compte 29 882 habitants.